# Jésus-Christ en Flandre
Jésus-Christ en Flandre (em português, Jesus Cristo em Flandres) é uma novela de Honoré de Balzac. Provavelmente redigida em 1830, datada de 1831, revista e remanejada um grande número de vezes, foi pensada para ser o “peristilo dos estudos filosóficos”, de acordo com um prefácio do Livre mystique, redigido pelo autor em 1835.
Sua publicação definitiva acontece em 1846 nos Estudos filosóficos da edição Furne da Comédia Humana. Entre essas duas datas, o texto foi publicado na edição Gosselin de 1831, nos Romances e contos filosóficos, depois nos Contos filosóficos no ano seguinte, pelo mesmo editor. Em 1836, uma versão drasticamente revisada foi publicada por Werdet em duas partes sob o título de L’Église (A Igreja) e L’Hallucination (A Alucinação). Uma parte do texto intitulada Zéro foi publicada em 1830 em La Silhouette, na qual Balzac assinava sob o pseudônimo de Alcofibras.
A novela é dedicada a Marceline Desbordes-Valmore, que uma amizade e uma admiração (recíprocas) ligavam ao romancista. A poetisa era originária de Douai, vila na qual Balzac situa La Recherche de l'absolu.

## Enredo
A ação se desenrola, de acordo com o autor, “em uma época indeterminada”, que dá à parábola religiosa um valor atemporal.
Na barca de transporte que liga a ilha de Cadzant (hoje desaparecida, mas que existia no século XVIII) com as costas de Flandres Ocidental perto de Oostende, os notáveis se sentam na parte de trás do barco e os pobres na da frente. Quando surge um desconhecido, os notáveis não fazem nada para deixar-lhe um lugar entre eles, enquanto os pobres se apertam (um deles senta até mesmo na borda do barco para deixar-lhe um assento). O céu está ameaçador, o mar está tempestuoso, o próprio barqueiro sente que haverá uma tempestade
O quadro descrito por Balzac relembra as mais belas cenas da pintura de gênero flamenga, que ele chamava também de pintura holandesa, de que era grande admirador ·  · . À medida que o barco avança e que a tempestade chega, descobre-se que o estranho chegado ao barco, apesar de suas vestimentas, não é um pobre. É um ser à parte: Jesus Cristo, como indica o título; ele salvará os justos que encontrar no meio dos humildes no momento do naufrágio.
A segunda parte da novela se desenvolve na capela que construíram no lugar onde se produziu o milagre. O narrador da lenda é presa de uma alucinação: uma mulher velha (personagem já apresentada em Zéro, que encarna uma Igreja desgastada pelos comprometimentos) é transfigurada em uma bela jovem (a Igreja pode reencontrar seu brilho).
Honoré de Balzac dá um grande espaço a Flandres em sua narrativa, escrevendo na dedicatória a Marceline Desbordes-Valmore: “A vós, filha da Flandres, que sois uma das glórias modernas, essa ingênua tradição das Flandres”. 
No começo do texto, Flandres é situada em um período indeterminado, mas ele faz também referência à Flandres de Brabante: “A uma época muito indeterminada da história de Brabante, as ligações entre a ilha de Cadzant e as costas de Flandres eram mantidas por uma barca destinada à passagem dos viajantes. A capital da ilha, Middelbourg, mais tarde tão célebre nos anais do protestantismo, incluía apenas duas ou três centenas de famílias. A rica Oostende era um porto desconhecido (…) Quem reinava então em Brabante, em Flandres, na Bélgica? Sobre esse ponto, a tradição se cala.».”

## A parábola religiosa
Poder-se-ia considerar essa novela como uma “narrativa edificante”, se não contivesse toda a reunião de contradições religiosas do autor.
Em um espírito voltairiano, quase anticlerical, este católico, que proclamará mais tarde que a sociedade é fundada sobre dois princípios indiscutíveis, a Igreja e a monarquia, ataca violentamente a religião que, por ter se tornado cúmplice dos notáveis e ter esquecido os humildes, não é mais que um cadáver em suspenso.
Mas, antítese, mesmo quando a Igreja se engana, ela continua capaz de manter seu brilho divino. Assim, o julgamento evangélico guarda sua virtude.

## Paralelos históricos e religiosos
Em fevereiro de 1831, uma greve em Paris saqueou a igreja de Saint-Germain l'Auxerrois, e o arcebispado. Balzac, perturbado por esse surto de violência, principiou então sua evolução espiritual. É preciso encarar com prudência esta hipótese: outras foram propostas, notadamente a de que ele buscava se reconciliar com a Igreja porque seu catolicismo pouco ortodoxo poderia atrair os "raios" eclesiásticos (que ele atraiu, de todo modo).